# Parlamentswahl in Ungarn 1869

Reichsteile und Kronländer der Österreichisch-Ungarischen Monarchie:
Cisleithanien
Transleithanien
Bosnien und Herzegowina (seit 1878 verwaltet, 1908 annektiert)

Die Parlamentswahl in Ungarn 1869 fand vom 9. bis zum 13. März 1869 in Transleithanien statt. Neu besetzt wurde der Ungarische Reichstag (ungarisch Magyar Országgyűlés). Es war die erste Wahl in Ungarn innerhalb Österreich-Ungarns. Die wichtigsten Themen waren die Legitimierung des österreichisch-ungarischen Ausgleichs von 1867 und die Stabilisierung des neuen Staates Österreich-Ungarn.

## Wahlsystem
Im Königreich Ungarn und seinen Kronländern galt seit 1867 das Klassenwahlrecht. Vorrechte von Stand und Besitz waren in Ungarn wesentlich stärker maßgebend als in Österreich.

## Wahlergebnis
Das Ergebnis der Wahl war ein Sieg der Deák-Partei von Ferenc Deák, die 235 der 420 Sitze gewann.
| Partei              | Mandate | %       | Parlamentarische Rolle |
| ------------------- | ------- | ------- | ---------------------- |
| Deák-Partei         | 235     | 55,95 % | Regierung              |
| Linkszentrum        | 116     | 27,62 % | Opposition             |
| Linksextreme Partei | 40      | 9,52 %  | Opposition             |
| Minderheitenpartei  | 29      | 6,90 %  | Regierung              |
| Total               | 420     | 100 %   | —                      |